# Obiteljsko stablo plemićke obitelji Kukuljević Sakcinski
Ovo je prikaz obiteljskog stabla hrvatske plemićke obitelji Kukuljević Sakcinski. 
Napomena: Imena i prezimena su većinom napisana prema izvorniku pisanom starim pravopisom pod ugarskim utjecajem.